# ひめじスーパーアリーナ
ひめじスーパーアリーナは姫路市に建設中のアリーナ、屋内外プール、柔道場、剣道場、弓道場、広場などが入る予定の多目的アリーナである。

## 概要
英賀保〜姫路駅間新駅計画により建設中の手柄山平和公園駅前の整備構想の一環として建設されている。開業から50年余りが経ち、老朽化の著しかった姫路市文化センターなどを解体した跡地に同じく老朽化していた総合スポーツ会館の機能移転に伴い建設されている。
また、手柄山平和公園駅とは連絡デッキで結ばれる予定である。